# Стефан Кюмюрев
Стефан Георгиев Кюмюрев е български общественик и кмет на Стара Загора в периода април 1924 – януари 1928 г.

## Биография
Роден е през 1882 г. в Стара Загора. Учи в класното училище в родния си град, а след това и в Земеделско училище в Плевен. Членува в Демократическия сговор. Решава да си подаде оставката като кмет в края на 1927 г. като по този начин се създава прецедент. Оставката му не е приета от окръжния управител и не е получен царски указ за освобождаване от кметския пост, а в същото време на негово място е избран архитект Желязко Рашев, който все още не е получил царски указ за назначаването си. По този начин през януари 1928 г. градът има двама кметове. Малко по-късно проблемът е разрешен. Умира в Стара Загора през 1958 г.